# Élection présidentielle ougandaise de 2021
L'élection présidentielle ougandaise de 2021 a lieu le 14 janvier 2021 afin d'élire le président de l'Ouganda pour un mandat de cinq ans. Le premier tour a lieu en même temps que les élections législatives.
Le président sortant Yoweri Museveni l'emporte dès le premier tour à une large majorité, dans un contexte de répression de l'opposition.

## Contexte
Au pouvoir depuis le renversement du régime autoritaire de Milton Obote en 1986, le président Yoweri Museveni est candidat à un sixième mandat à la tête du pays. Après avoir fait supprimer la limitation à deux mandats par un amendement constitutionnel en 2005, Museveni fait de même avec la limite d'âge à 75 ans en 2017,. Il est désigné candidat de son parti, le Mouvement de résistance nationale (NRM), le 28 juillet 2020,. 
Le député et chanteur Robert Ssentamu —  de son nom de scène Bobi Wine —, devenu le porte parole de la jeunesse ougandaise et principal opposant à Museveni, est arrêté le 18 novembre 2020 au lendemain du dépôt de sa candidature sous le prétexte d'une violation des directives sanitaires contre la pandémie de Covid-19. Son arrestation provoque d'importantes manifestations anti gouvernementales dont la répression fait plusieurs dizaines de morts,. Deux jours avant le scrutin, le gouvernement coupe l'accès à internet et aux services de messagerie, accusant Facebook d’interférer dans le scrutin.

## Système électoral
Le président de l'Ouganda est élu au scrutin uninominal majoritaire à deux tours pour un mandat de cinq ans, sans limitation du nombre de mandat. Est élu le candidat ayant obtenu la majorité absolue des suffrages exprimés au premier tour. À défaut, un second tour est organisé entre les deux candidats ayant obtenu le plus grand nombre de suffrages, et celui qui arrive en tête est déclaré élu.

## Résultats
|                          | Yoweri Museveni          | NRM                      | 6 042 898  | 58,38 |  |  |
|                          | Robert Ssentamu          | NUP                      | 3 631 437  | 35,08 |  |  |
|                          | Patrick Oboi Amuriat     | FDC                      | 337 589    | 3,26  |  |  |
|                          | Mugisha Muntu            | ANT                      | 67 574     | 0,65  |  |  |
|                          | Norbert Mao              | DP                       | 57 682     | 0,56  |  |  |
|                          | Henry Tumukunde          | SE                       | 51 392     | 0,50  |  |  |
|                          | Joseph Kabuleta          | SE                       | 45 424     | 0,44  |  |  |
|                          | Nancy Kalembe            | SE                       | 38 772     | 0,37  |  |  |
|                          | John Katumba             | SE                       | 37 554     | 0,36  |  |  |
|                          | Fred Mwesigye            | SE                       | 25 483     | 0,25  |  |  |
|                          | Willy Mayambala          | SE                       | 15 014     | 0,15  |  |  |
|                          |                          |                          |            |       |  |  |
| Votes valides            | Votes valides            | Votes valides            | 10 350 819 | 96,34 |  |  |
| Votes blancs et nuls     | Votes blancs et nuls     | Votes blancs et nuls     | 393 500    | 3,66  |  |  |
| Total                    | Total                    | Total                    | 10 744 319 | 100   |  |  |
| Abstention               | Abstention               | Abstention               | 7 359 284  | 40,65 |  |  |
| Inscrits / participation | Inscrits / participation | Inscrits / participation | 18 103 603 | 59,35 |  |  |

## Conséquences
Yoweri Museveni est déclaré vainqueur de l'élection par la commission électorale le 16 janvier. L'opposition dénonce des fraudes massives et rejette les résultats, qualifiés par Bobi Wine de « mascarade complète »,,.